# Hermann Bock
Hermann Bock (* 9. Februar 1882 in Brünn; † 2. Jänner 1969 in Graz) war ein österreichischer Höhlenforscher.

## Biographie
Bereits als Gymnasiast hat Hermann Bock speläologische und geologische Forschungen im Mährischen Karst begonnen. Nach der Absolvierung der Hochschule für Bodenkultur in Wien trat er 1902 in den Dienst der Steiermärkischen Landesregierung. Seit 1899 gehörte er der Wiener akademischen Burschenschaft Bruna Sudetia an.
In seiner zweiten Heimat, der Steiermark, fand er Anschluss an den „Steirischen Höhlenclub“ unter A. Mayer sen. und konnte damit seine Forschungen im erweiterten Rahmen fortsetzen.
Im Jahre 1907 gründete Hermann Bock in Graz den „Verein für Höhlenkunde in Graz“, 1911 zum Verein für Höhlenkunde in Österreich erweitert, der schließlich zahlreichen Sektionen umfasste. Bock leitete als Obmann den Verein bis zu dessen Verfall nach dem Ersten Weltkrieg. Durch die von 1908 bis 1919 herausgegebenen „Mitteilungen für Höhlenkunde“ gewann der Verein wesentlich an Bedeutung. Hermann Bock hat in dieser Zeitschrift zahlreiche eigene Arbeiten publiziert und als Redaktionsmitglied an der Gestaltung beigetragen.
Bock stürzte sich mit außerordentlicher Begeisterung in die Erforschung der Höhlen und seine hervorragenden touristischen, wissenschaftlichen und organisatorischen Leistungen machten ihn bald zum bekanntesten Höhlenforscher. 1908 und 1909 konnte er die Lurgrotte von Semriach aus fast in ihrer Gesamtlänge erforschen. 1910 und 1911 folgten die Entdeckungen im Dachstein-Höhlenpark und im Toten Gebirge zusammen mit Georg Lahner, Alexander von Mörk und Rudolf Saar.
Während des Ersten Weltkrieges konnte Hermann Bock seine technischen und speläologischen Kenntnisse als Leiter einer „Höhlenbaugruppe“ an der italienischen Front verwerten. Im Jahre 1917 wurde er der „Höhlenkommission“ für die Suche nach Höhlenphosphaten in der Steiermark, in Mähren und Galizien abgestellt. Auch im Zweiten Weltkrieg wurde Hermann Bock als Bauingenieur, z. T. als Major der Wehrgeologie, eingesetzt.
Nach dem Zweiten Weltkrieg nahm Hermann Bock seine speläologischen Forschungen wieder auf. 1951 wurde er zum Beirat der Höhlenkommission beim Bundesministerium für Land- und Forstwirtschaft in Wien ernannt. In den Jahren 1954 und 1955 leitete er paläontologisch-prähistorische Grabungen des Steirischen Landesmuseums „Joanneum“ in verschiedenen Höhlen des Mittelsteirischen Karstes.
Hermann Bock hat neben zahlreichen Veröffentlichungen in Tageszeitungen etwa 50 fachwissenschaftliche Publikationen über Karsthydrographie, Höhlenmeteorologie, Paläozoologie und Archäologie verfasst.
Zu den bedeutendsten Unternehmungen im Leben von Hermann Bock gehörten:
- Erforschung der Lurgrotte
- Entdeckung und Erforschung der Dachsteinhöhlen
- Erforschung der Frauenmauerhöhle
- Entdeckung der Langstein-Tropfstein- und Eishöhle
- Erforschung des Fledermausschachtes auf der Tonionalpe

## Werke
- Zur Tektonik der Brünner Gegend. In: Jahrbuch der Kaiserlich-Königlichen Geologischen Reichsanstalt. Band 52, 1902, S. 259–264 (zobodat.at [PDF; 658 kB]).
- Die Drachenhöhle bei Mixnitz (Steiermark). In: Die Höhle. Jahrgang 1, 1950, S. 61–68 (zobodat.at [PDF; 2 MB]).
- Die Lurgrotte. In: Die Höhle. Jahrgang 1, 1950, S. 3–5 (zobodat.at [PDF; 801 kB]).